# Línea 66 (Córdoba)
La Línea 66 es una línea de transporte urbano de pasajeros de la ciudad de Córdoba, Argentina. El servicio está actualmente operado por la empresa Coniferal.
Anteriormente el servicio de la línea 66 era denominada como C6 desde 2002 por la empresa Coniferal, hasta que el 1 de marzo de 2014, por la implementación del nuevo sistema de transporte público, el C6 se fusiona como 66 y operada por la misma empresa.

## Recorrido
Servicio diurno y nocturno.
Ida: Novillo Saravia antes de Valparaíso - por N. de Saravia- De la Industria  - Nores Martínez - Cruza FFCC -N. Martínez (80mts)- a la izq. por colectora- Cruz Roja Argentina- M. López- M. Allende – Venezuela – Bs. As. – Bolivia -Av. Ambrosio Olmos – Plaza de las Américas – Richardson – Belgrano- Tucumán - Av Colon - Olmos - 24 de Septiembre - Av. Patria - Bulnes - Cruce FFCC Deportivo - Av. Malvinas - Correa De Saa - Echauri - Homero (Izq) - Villacorta Y Ocaña - Altolaguirre - Echauri - Clairac - Av. Malvinas - Camino a Montecristo - El Cardenal (Inicio Vuelta Redonda).
Regreso: (Inicio Vuelta Redonda) - El Cardenal - El Pardal - Benteveo antes de Camino a Montecristo - (Fin Vuelta Redonda) - Camino a M. Cristo- Av. Malvinas - Carazza - Alsina - Isasmendi - Homero  - Las Malvinas - Cruce FFCC Deportivo - Bulnes - Av. Patria – Sarmiento – H. Primo - Gral Paz - Vélez Sarsfield – H. Irigoyen - Plaza España - H. Irigoyen - Valparaíso - Los Nogales - Venezuela - M. Allende - M. López - Cruz Roja Argentina -Cruza FFCC- Valparaíso- Ingreso al Predio.